# Zarico
Le zarico, ou zydeco, est un genre musical apparu dans les années 1930 en Louisiane, proche parent de la musique cadienne, incluant de nombreuses influences blues et rhythm and blues, joué par des Cadiens blancs et des Créoles noirs de Louisiane ,.

## Présentation
Il trouve ses origines dans un vieux style de rythme appelé « LA-LA » qui n'existe plus. Les instruments de prédilection du genre sont l'accordéon et le frottoir.
Le mot zarico viendrait de la perception anglo-américaine d'un morceau traditionnel « Les haricots sont pas salés », devenu, par la suite, « zarico », tout court. Le zarico se transcrit zydeco en anglais,.
À l'origine, le zarico était uniquement chanté en français (et non en créole). Puis, au fil des décennies, des créolophones, comme les frères Chénier, se sont présentés et ont rajouté un élément linguistique qui n'existait pas auparavant.
Les chanteurs du zarico se disent « créoles », bien que la majorité soient francophones et une grande partie d'origine acadienne et non créole.

## Musiciens notables de zarico
- Nathan Abshire
- Fernest Arceneaux
- Alphonse Ardoin
- Amédé Ardoin
- Chris Ardoin
- Sean Ardoin
- Lynn August et le Hot August Knights
- Clifton Chenier
- C.J. Chenier
- Boozoo Chavis
- Beau Jocque (Andrus Espree) et le Zydeco Hi-Rollers
- Dudley Broussard
- John Delafose
- Geno Delafose et French Rockin' Boogie
- Rockin' Dopsie (Alton Rubin) et le Zydeco Twisters
- Keith Frank
- Canray Fontenot
- Ida Guillory et le Bon Temps Zydeco band
- J Paul Junior et le Zydeco Nu Breed
- Rockin' Sidney (Sidney Simien)
- Dirk Powell
- Terrance Simien
- Cedric Watson
- Buckwheat Zydeco (Stanley Dural) et le Ils Sont Partis Band'
- Zydeco Dots
- Zydeco Joe
- Michel Lemare en France
- Marce Lacouture
- Dennis McGee
- Harry Simoneaux
- Wayne Toups

### Vidéographie
- ARTE Découverte, « Le zydeco, swing créole de la Louisiane », 29 janvier 2025 (consulté le 31 janvier 2025)